# Корсель-лез-Ар
Корсе́ль-лез-Ар (фр. Corcelles-les-Arts) — коммуна во Франции, находится в регионе Бургундия. Департамент коммуны — Кот-д’Ор. Входит в состав кантона Бон-Юг. Округ коммуны — Бон.
Код INSEE коммуны — 21190.

## Население
Население коммуны на 2010 год составляло 463 человека.
| 1962 | 1968 | 1975 | 1982 | 1990 | 1999 | 2010 |
| ---- | ---- | ---- | ---- | ---- | ---- | ---- |
| 266  | 230  | 229  | 295  | 375  | 409  | 463  |

## Экономика
В 2010 году среди 331 человека трудоспособного возраста (15—64 лет) 254 были экономически активными, 77 — неактивными (показатель активности — 76,7 %, в 1999 году было 79,6 %). Из 254 активных жителей работали 245 человек (134 мужчины и 111 женщин), безработных было 9 (5 мужчин и 4 женщины). Среди 77 неактивных 34 человека были учениками или студентами, 28 — пенсионерами, 15 были неактивными по другим причинам.